# 埃施 (卢塞恩州)
埃施是瑞士卢塞恩州的一个镇，面积5.8平方公里，人口934人（2004年）  。